# Dammsjön, Västerbotten
Dammsjön är en sjö i Umeå kommun i Västerbotten och ingår i Umeälvens huvudavrinningsområde. Sjön har en area på 0,174 kvadratkilometer och ligger 192,3 meter över havet. Sjön avvattnas av vattendraget Hjåggsjöbäcken.

## Delavrinningsområde
Dammsjön ingår i det delavrinningsområde (708330-169202) som SMHI kallar för Utloppet av Dammsjön. Medelhöjden är 211 meter över havet och ytan är 1,92 kvadratkilometer. Det finns inga avrinningsområden uppströms utan avrinningsområdet är högsta punkten. Hjåggsjöbäcken som avvattnar avrinningsområdet har biflödesordning 3, vilket innebär att vattnet flödar genom totalt 3 vattendrag innan det når havet efter 58 kilometer. Avrinningsområdet består mestadels av skog (91 procent). Avrinningsområdet har 0,17 kvadratkilometer vattenytor vilket ger det en sjöprocent på 9 procent.